# Léopold Aubry
Pour les articles homonymes, voir Aubry.
Léopold Aubry, né le 30 septembre 1898 à Bart (Doubs), disparu en mer dans le détroit de Gibraltar en 1930, est un radio-navigant français de l'Aéropostale.

## Biographie
Léopold Rémond Aubry s’engage comme volontaire en 1917. Gazé et blessé dans la Somme par un éclat d’obus, il est soigné à l’hôpital de Briançon puis à Vesoul.
La guerre finie, après un an de convalescence, il se marie en avril 1919 avec Eva Servette. Ils auront trois enfants, Augusta, Odette et Louis.
Après ses études d'électricien, il installe à Amance en Haute-Saône, où il vit depuis ses 8 ans, un atelier de vente, location et réparation de cycles, motos, et automobiles, dans la maison Genin, rue du Grand Pré.
Mais sa passion c’est l’aviation et en 1927 il part à Dijon, au 32e régiment d’aviation de Longvic, faire des études de radio-navigant. Il y est promu sergent-chef. En 1928 il fait l’École militaire d'application de l’Aéronautique de Villacoublay.

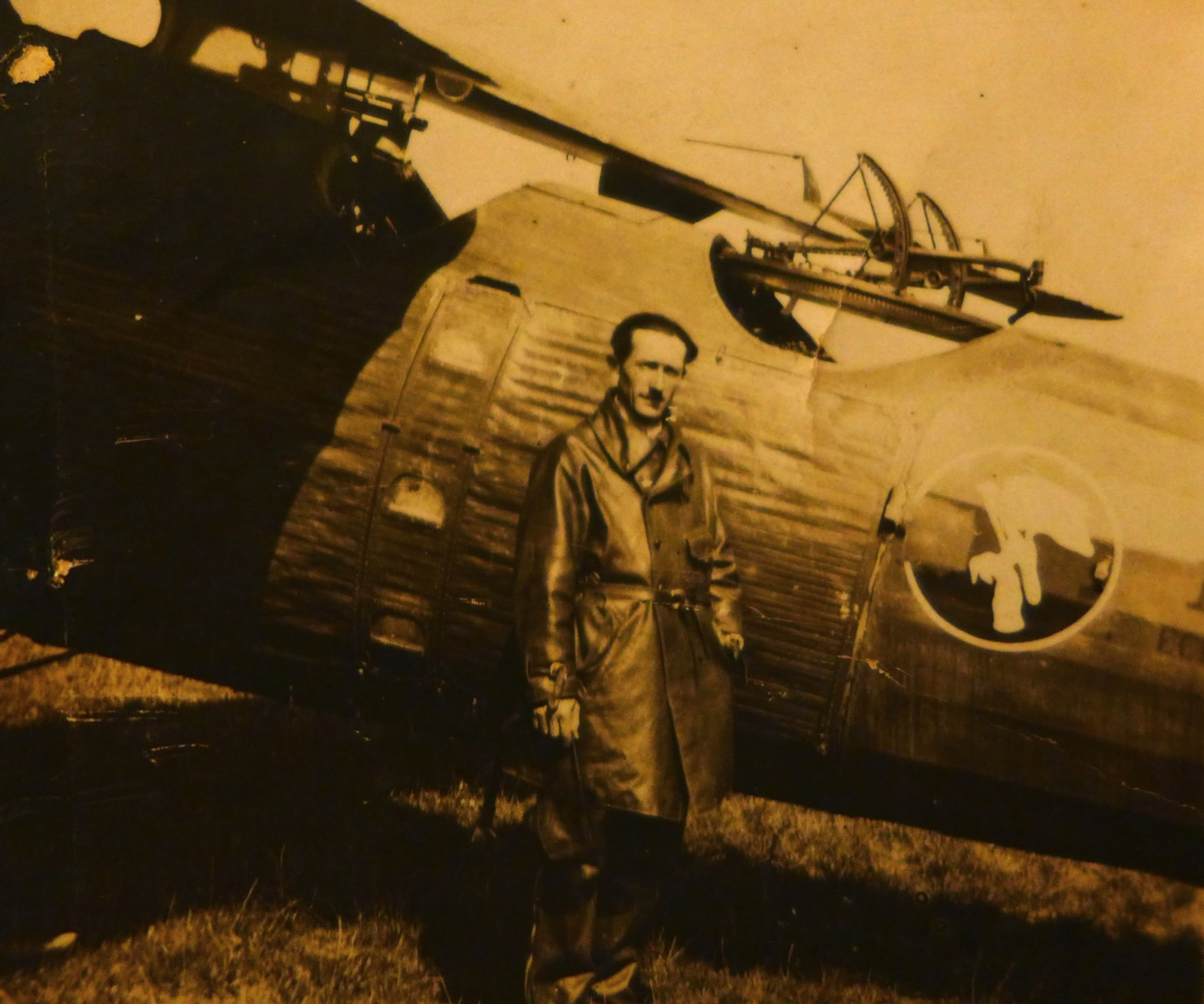
Léopold Aubry devant un Latécoère 26-6

À sa sortie, il est embauché par l’Aéropostale comme radio-navigant sur les recommandations de Édouard Serre dont il est proche et vole sur la ligne Toulouse-Casablanca.
Il est en poste à Port-Étienne et connaît parmi d’autres le mécanicien de Mermoz, Charles Bultel.
Il disparaît en mer le 25 janvier 1930 dans l’accident de son avion, un Latécoère 26-6 no 691 F-AJCL, avec le pilote Alphonse Jean Bruyère.
Tous deux décollent de Casablanca pour Alicante sur le 200e courrier du service Europe-Amérique du Sud, en relais du courrier AMFRA (Amérique-France), mais une forte tempête entre Rabat et Tanger les oblige à se dérouter. Ils essaient de se poser sur la piste de Tanger. Le personnel au sol capte leur dernier message et entend un bruit de moteur. La tempête devient si violente que les pylônes de la station radio sont abattus. Les recherches ne donneront aucun résultat. Des sacs postaux seront retrouvés plusieurs semaines plus tard sur les plages de Mostaganem en Algérie et de Melilla, enclave espagnole au Maroc,. Des lettres repêchées ont été archivées. L'une d'elles se trouve au Musée de la poste à Paris.
La mémoire familiale rapporte qu’il avait monté un poste à galène chez lui et lui seul le faisait fonctionner. Le jour de sa disparition le poste une fois allumé annonce «un artisan de l'aviation vient de disparaître». Le poste s’est ensuite arrêté, en panne.
Il a été cité à l'ordre de la Nation le 26 septembre 1937.
Son nom est cité dans plusieurs ouvrages et sites sur l'Aéropostale et est inscrit sur la plaque commémorative située à l'ancien Hôpital français de Buenos Aires devenu la Unidad Asistencial Doctor César Milstein en 2008, (cf liens ci-dessous).